# サラダバー

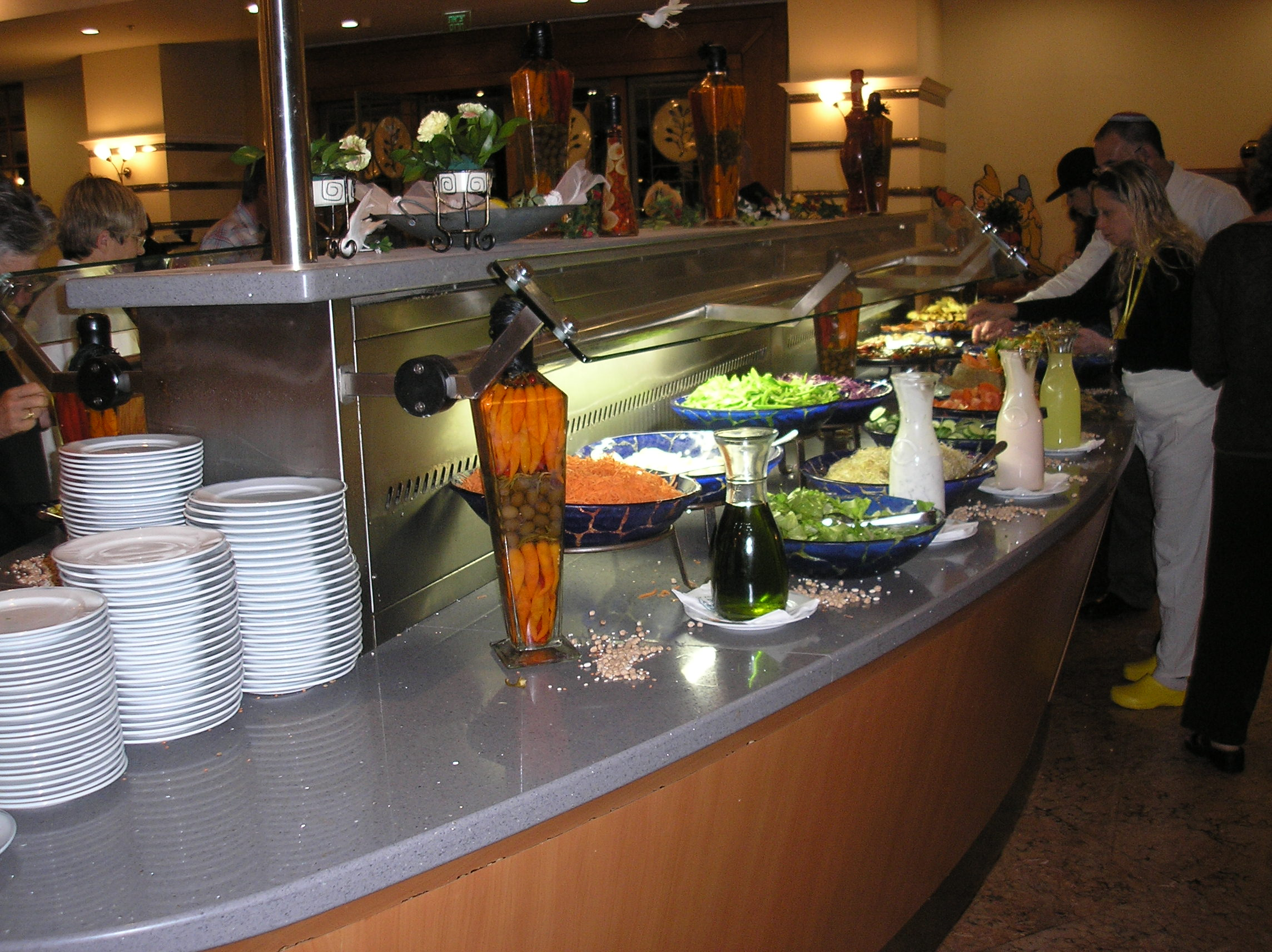

サラダバー（Salad bar）は飲食店でサラダをビュッフェスタイル（バイキング形式）で提供する方式。サラダバーの起源には、1960年代中盤にアービーズと似たアメリカ中西部のファストフードチェーン、「ラックス」（Rax Restaurants）が始めたという説、1971年または1973年にシカゴのレストラン「R・J・グランツ」（R.J. Grunts）が始めたという説、1959年にハワイのワイキキで「チャックス・ステーキハウス」（Chuck's Steak House）が始めたという説、1951年にイリノイ州スプリングフィールドのレストラン「ザ・クリフス」（The Cliffs）が始めたという説などがある。

## 概要
レストランではセットメニューでサラダを加えることがあるが、メインディッシュに対して相対的に野菜の摂取量が少ないため、サラダバー化することで大皿のサラダを注文しなくても野菜の摂取量を多くできるメリットがある。飲食店の一角に設けられ、大きな容器に種類ごとに野菜が盛りつけられている。注文した客はセルフサービスで好みの野菜・ドレッシングを選んで盛りつけ、自席で賞味する。店によっては野菜・芋類・海藻以外にも米飯・パン・麺類・動物性タンパク質・ナッツ・果物が用意されることがあり、考え方によってはデザートも賄えるので、サラダバー単体で注文してもバランスの取れた食事をすることが可能であることが多く、菜食主義者の食事にも向いている。ただし、客の嗜好が集中すると特定の野菜がなくなったり残ったりするため、在庫調整や廃棄物の問題がある。
北アメリカではスーパーマーケットの青果コーナーやデリコーナーに、重量会計制のサラダバーを設置していることがある。また、大学の学生食堂にもサラダバーが設置されている場合もある。